# 諏訪頼保
諏訪 頼保（すわ よりやす）は、信濃諏訪藩の家老。諏訪図書家第8代。お家騒動「二の丸騒動」で切腹を命じられる。通称は大助。

## 生涯
この節の出典:

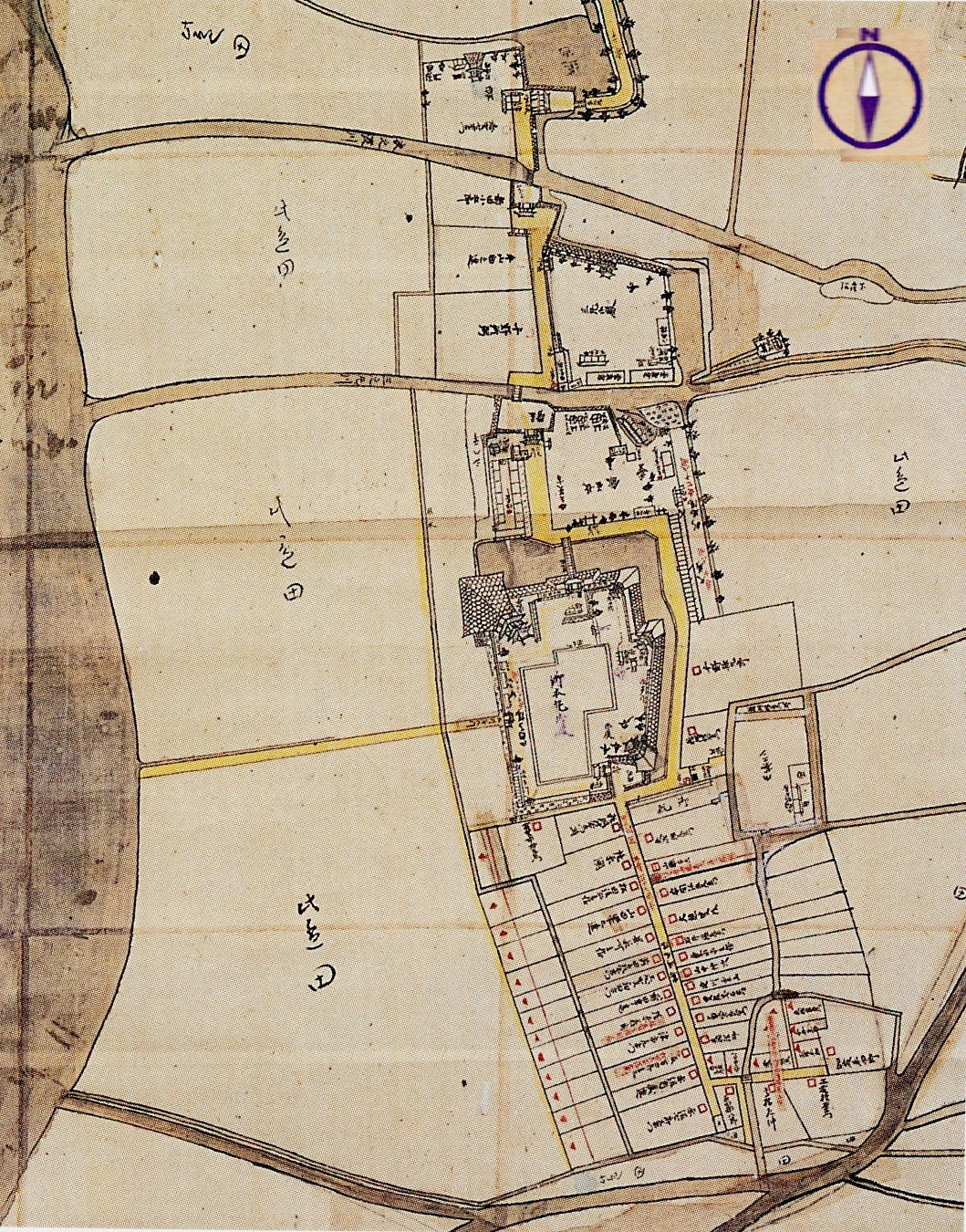
高島城内部図

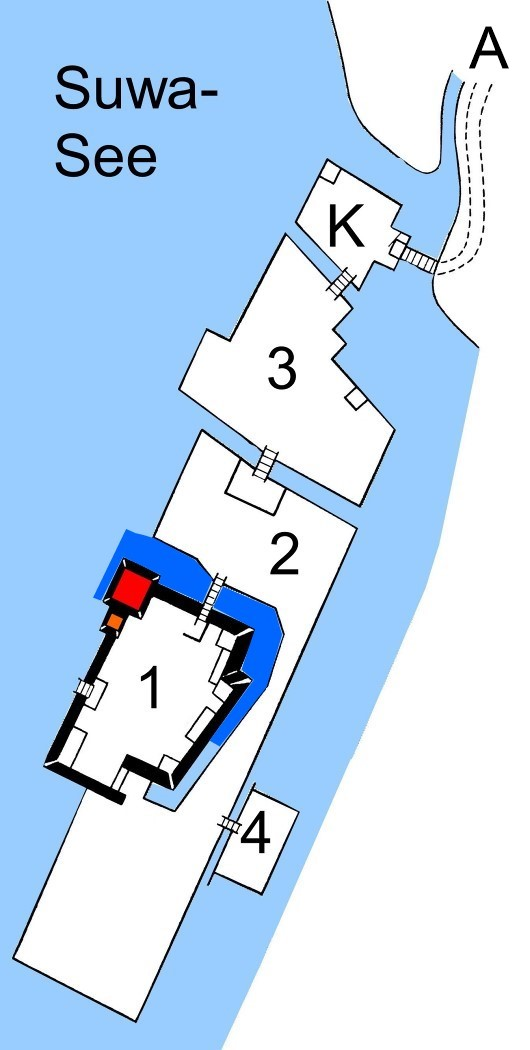
本丸、二ノ丸、三の丸図解

延享元年（1744年）、諏訪藩家老・諏訪図書家第7代頼英の長男として生まれる。生家の諏訪図書家は、初代藩主頼水の弟の頼雄に始まる家で、図書を通称とし、高島城二の丸に屋敷があったことから、諏訪図書家、あるいは二の丸家と呼ばれ、1200石を知行し代々家老を務める家柄であった。同藩内には、同じく高島城三の丸に屋敷があることから三の丸家と呼ばれ、1200石を知行し家老を務める千野家があり、当時の諏訪藩内は両家それぞれを盟主とする二派に分かれて対立していた。
藩主忠厚には長男軍次郎・次男鶴蔵の2子があった。三の丸家の千野貞亮 は長男軍次郎を、二の丸家の諏訪頼保は藩主忠厚の寵愛する次男鶴蔵を跡目にしようとそれぞれ画策して対立していた。
忠厚には渡辺助左衛門という江戸詰のお気に入りの側用人がいたが、頼保はこれに近づいて、共に千野の追い落としを図った。助左衛門は忠厚に「千野の重税のせいで領民苦しんでいる。民は一揆を起こしかねないほど千野を恨んでいる」と進言した。忠厚はこれを重く受け止め、千野を家老から解任して知行を召し上げ、閉門処分にした。こうして頼保は首席家老となり、150石の恩賞をあたえられた（千野は重税を強いるなどの方針で領民を大いに苦しめていたため、領民は千野が解任されたことを喜び頼保に感謝した）。天明元年（1781年）1月、頼保は後継ぎを二の丸家の推す鶴蔵に確定させようと忠厚に働きかけた。千野はそれを止めるべく江戸に出府を試みたが、助左衛門らに阻まれて帰国を命じられた。次に頼保と父の頼英が江戸出府し、忠厚に千野の非を訴えた。同年5月、千野は家老を罷免され押込を命じられた。
同年8月、密かに国元を抜け出した千野貞亮は、藩主忠厚の妹婿で奏者番の松平乗完の屋敷に駆け込み、頼保派の非道を訴え出た。乗完は老中田沼意知にこれを伝え、老中会議の結果、頼保に非があるとされた。天明3年（1783年）7月3日、頼保は切腹を命じられた。父の頼英と子の頼屋・頼泰も永牢となり図書家は家名断絶となる。末子の頼覚は5歳の幼児であることから連座を免れた。諏訪家のこの家督争いおよび権力闘争の一連の騒動を「二の丸騒動」と呼ぶ。
　
頼保らの切腹や打首は、教念寺の西隣、牢舎前の仕置場で行われた。頼保の首は藩主の首実検後、罪人のため檀那寺の頼岳寺にではなく、地蔵寺に葬られた。

## 齢松山福寿院
処刑後取り捨てられた頼保の胴体は、齢松山福寿院（茅野市）の僧の天空がもらい受け葬った。頼保の妻子もここに眠っている。
福寿院は二の丸家の初代美作守諏訪頼雄を開基とし、下って8代にして頼保を中興開基として開闢された。頼保は福寿院が貧窮した時に中興に尽力している。
現在は福寿院の墓地に妻子と並んで葬られているが、かつては罪人ということで表立ってまつることさえ出来ず、藩の目をはばかって、墓標の石は自然石を二つに割り、臨検があれば重ねて隠す造りになっていて、下向きに伏して倒されていた。
諏訪百番霊場の中5番札所。本尊は釈迦三尊仏。
諏訪88ヶ所霊場88番札所諏訪33観音霊場12番札所の観音堂。本尊は准胝観音。

## 諏訪頼保が登場する作品
小説
- 新田次郎『諏訪二の丸騒動』（新田次郎全集第20巻収録）1976年発行ISBN 978-4106418204
- 『からかご大名』短編集(諏訪二の丸騒動や同時代の諏訪地方の出来事、駒ケ岳開山(小尾権三郎の甲斐駒ヶ岳開山を描いた)も収録)新潮文庫　1985年ISBN 978-4101122267